# Arformoterol
Arformoterol je dugotrajno delujući agonist beta-adrenoceptora. Ovaj lek se koristi za tretiranje hronične opstruktivne bolesti pluća. On je u prodaji pod imenom Brovana, kao rastvor arformoterol tartrata koji se dozira dvaput dnevno (ujutru i uveče) pomoću nebulajzera.

## Spoljašnje veze
- Brovana Архивирано на веб-сајту  (21. март 2014)

|  | Molimo Vas, obratite pažnju na važno upozorenje u vezi sa temama iz oblasti medicine (zdravlja). |